# 吸收 (光学)

電磁輻射吸收的綜述。這個例子利用可見光的一般性討論做為一個明確的例子。 一束白光的光源 – 多種波長的光輻射 – 聚焦在樣品上 (互補色對以黃色的虛線表示)。在引人注目的例子上，與目前分子的能隙能量相匹配的光子 (在例子中是綠色的光) 被吸收並使分子被激發。其他光子的傳輸不受影響，如果輻射的是可見光 (400-700nm)，透射的光將呈現它的互補色。通過比較穿透光衰減的事件，可以獲得吸收光譜學。

吸收，在物理學上是光子的能量由另一個物體，通常是原子的電子，擁有的過程，因此電磁能會轉換成為其它的形式，例如熱能。波傳導的過程中，光線的吸收通常稱為衰減。例如，一個原子的價電子在兩個不同能階之間轉換，在這個過程中光子將被摧毀，被吸收的能量會以輻射能或熱能的形式再釋放出來。雖然在某些情況下 (通常是光學中)，介質會因為穿過的波強度和飽和吸收 (或非線性吸收)發生時會改變它透明度，但通常情況下，波的吸收與強度無關 (線性吸收)。 

## 吸收量
有許多方法可以在確定的媒體中確認吸收的量和有效的輻射吸收效率，例如：
- 吸收係數和一些關聯密切的延伸數值：
  - 衰減係數：有時候，但不全然是吸收係數的代名詞。
  - 莫耳吸收率：也稱為"莫耳消光係數"，這是除以莫耳濃度得吸收係數 (參見比爾-朗伯定律)。
  - 質量衰減係數：也稱為"質量消光係數"，這是除以密度的吸收係數；詳細的請參見質量衰減係數。
  - 吸收截面和散射截面分別與吸收係數和衰減係數有密切的關係。
  - 消光：天文學中的消光相當於衰減係數。
- 穿透深度和趨膚深度,
- 聲傳播常數、衰減常數、相位常數、和複波數。
- 複折射率和消光係數。
- 複介電常數。
- AC電導度。
- 吸光率 (也稱為"光密度") 和光學厚度 (也稱為"光學深度"或"光深") 是測量確定的介質在確定的厚度下，光阻總功率的兩個相關的參數。
- 入射光被吸收的百分比。

所有這些亮的測量，至少在某種程度上，是同樣的事情：如何做好介質的吸收輻射。然而，不同領域的從業人員，在技術上傾向使用上面清單中傳統的不同數量。幸運的是，很容易從一種的度量值轉換成另一種度量值 (參見數學敘述的不透明度)。

## 吸收的測量
吸收率是物體吸收入多少射光的量化 (不是所有的光子都被吸收，有些是被反射或折射所取代)。這與物質的一些性質有關，可以經由比爾-朗伯定律推算。
精確的度量在各種不同波長的吸收量，憑藉著吸收光譜學可以鑑定物質的特性，讓光線從樣品的一側射入，並在所有的方向上測量離開樣品的光的強度。像是紫外-可見光譜、紅外光譜、和X光吸收光譜，是在頻譜的不同部分，一些吸收光譜的例子。

## 應用

地球的大氣層對各種波長的電磁輻射，包括可見光的透射率 (或不透明) 的粗略繪圖。

了解和測量電磁輻射的吸收有非常廣泛的應用，下面是一些例子：
- 在氣象和氣候，全球和地區的溫度很大的程度取決於大氣層氣體 (如溫室效應)和地面的吸收和輻射。
- 在醫學，不同組織對X射現有不同程度的吸收 (特別是骨骼)，這是X射線影像的基礎。一個具體的例子是使用在衛星連線設計中的計算大氣電波衰減。
- 在化學和材料科學，不同的材料和分子對不同的頻率有不同程度的吸收，這些參數可以用於材料的鑑定。
- 在光學，太陽眼鏡、濾色鏡、染料、和這一類的其它材料被設計成對特定的可見波長有一定得吸收量。
- 在生物學，光合生物需要吸收適合葉綠體活動範圍的波長，使光的能量可以轉換成糖和分子內的化學能量。

## 地球表面
地球表面對於電磁波吸收有幾個重要的指標，顯示出一些特殊現象，這些現象包括在地表、表水和低層大氣的溫度變化。在地球表面的變化，像是冰河作用、砍伐森林、極冰的融化，都會影響地球表面對電磁輻射吸收的量和選擇性，相對應的，在氣候上的變化，例如全球暖化也許伴隨著電磁輻射吸收或反射，也就是反照率。
關於電磁輻射吸收的影響對表水的溫度變化規則的分析，指出與總日照和地區的反照率有關。